# マリオ・チャルマーズ
マリオ・バーナード・チャルマーズ（Almario Vernard Chalmers, 1986年5月19日 - ）は、アメリカ合衆国・アラスカ州アンカレッジ出身のバスケットボール選手。ポジションはポイントガード。

## 学生時代
高校はアンカレッジのバートレット高校で、3年連続州の年間最優秀選手に選ばれた史上2人目の選手となった。2002年と2003年には州のチャンピオンシップに導いている。高校卒業時には Rivals.com と Scout.com のポイントガード部門で2位にランクされた。
大学はカンザス大学に進学。2005-06シーズンは控えであったが、1月には先発に昇格。2年目の2006-07シーズンには平均12.3得点まで成績を伸ばし、ビッグ12カンファレンスの最優秀守備選手賞、カンファレンス3rdチーム、カンファレンストーナメントのMost Outstanding Playerなどに選ばれた。2007-08シーズンは12.8得点4.3アシスト、3P成功率46.8%を記録、通算97スティールは同校の1シーズンにおける歴代最高記録となり、カンファレンス2ndチームに選出。カンファレンストーナメント決勝では30得点の活躍だった。チームはNCAAトーナメントを順調に勝ち抜き、ついにはファイナルに進出。デリック・ローズ擁するメンフィス大学と対決した。試合は終盤にカンザス大が3点ビハインドを背負うも、残り2.1秒にチャルマーズが劇的な3Pシュートを決め、試合を延長に持ち込む。カンザス大は延長戦を制し、優勝を果たした。チームを優勝に導いたチャルマーズは大会のMost Outstanding Playerに選ばれている。
全米が注目するNCAAトーナメント決勝での活躍により、一躍名声を高めたチャルマーズは4年生に進学することなく、2008年のNBAドラフトにアーリーエントリーした。

## NBA

### マイアミ・ヒート
ドラフトでは2巡目全体34位という低い評価でミネソタ・ティンバーウルブズから指名を受けるが、その後若いポイントガードを探していたマイアミ・ヒートへのトレードが決まった。NBAデビューを控えた9月の新人研修では、カンザス大学時代のチームメイトであるダレル・アーサーやヒートでチームメイトとなるマイケル・ビーズリーと共にマリファナを吸引し、さらに女性も連れ込んだとして2万5000ドルの罰金を科せられるという騒動を起こしている。
チャルマーズはドラフト時の評価は低かったが、1年目の2008-09シーズンでその評価を覆した。チャルマーズは開幕戦から先発に抜擢され、以後やはり先発に抜擢された全体2位指名のマイケル・ビーズリーがシーズン途中に控えに降格となる中、全82試合に出場を果たし、最後まで先発の座を守り通した。チャルマーズは10.0得点4.9アシスト2.0スティールを記録。2.0スティールはリーグ全体でも4位に入る好記録だった。ヒートはチャルマーズの予想外の活躍もありNBAプレーオフに進出、チャルマーズはオールルーキー2ndチームに選出された。
その後2010年にレブロン・ジェームズが加入し、ヒートはドウェイン・ウェイド、クリス・ボッシュも加えたビッグスリーが形成され黄金期を迎え、4年連続でNBAファイナルに勝ち上がり、2012年、2013年と連覇に貢献した。
2013年1月12日のサクラメント・キングス戦では10本のスリーポイントフィールドゴールを含む自己最多の34得点を記録した。
しかし2014年のNBAファイナルでは、サンアントニオ・スパーズがトニー・パーカーやパティ・ミルズなどが中心となり、チャルマーズの精神面を撹乱する多彩なオフェンスを展開したことでチャルマーズは苛立ちを隠せず、攻守両面で精彩を欠き、第5戦では先発から外されてしまい、そしてヒートは1勝4敗で敗退した。
2014年夏、ヒートは不振に陥ったチャルマーズと2年契約で再契約したが、チャルマーズ本人は「再契約されるとは思わなかった」そうで、ヒートのチーム関係者からは激励されたという。しかし迎えた2014-15シーズンは、先発から外される試合も多く、更にトレード期限日にヒートはポジションを争っていたノリス・コールをニューオーリンズ・ペリカンズに放出した代わりにフェニックス・サンズからゴラン・ドラギッチを獲得。その後は完全にシックスマンに固定され、それに対して地元メディアに不満を漏らすなど、チャルマーズは選手としての岐路に立たされ、トレードの噂が絶えなかった。

### メンフィス・グリズリーズ
2015年11月10日、ベイノ・ウードリック、ジャーネル・ストークスとのトレードで、ジェームズ・エニスと共にメンフィス・グリズリーズに移籍。加入直後の11月16日のオクラホマシティ・サンダー戦では、自己最高の29得点を記録した。その後もシックスマンとして出場するも、2016年3月9日のボストン・セルティックス戦で、右足アキレス腱断裂の重傷を負い、翌日解雇された。
2016-17シーズンは出場することがなかったが、2017-18シーズン開幕前の7月18日にグリズリーズと再契約。マイアミ・ヒート時代に共にしたデビッド・フィッツデールの下で再起を期すことになった。

### 欧州でのキャリア(2019-2021)
2018年以降はNBA球団と契約できず、2019年はヴィルトゥス・ボローニャ、2019-2020シーズンはAEKアテネ、2020-2021シーズンはアリス・テッサロニキに所属した。

### Gリーグへ
2021年12月19日、グランドラピッズ・ゴールドと契約し、NBA復帰を目指すことになった。

### ヒートに復帰
2021年12月31日、古巣のマイアミ・ヒートと10日間契約を結び、4年ぶりのNBA復帰を果たした。しかし試合出場の機会はなかった。

## ドラフト時の評価
優れたクイックハンドと長いウィングスパンを武器にアウトサイドディフェンスで活躍するコンボガード。オフェンスではペリメーターからのシュートを得意とし、パスを通す技術にも優れている。純粋なポイントガードではないため、ポイントガードとしての技術を高める必要があり、また自らシュートチャンスを作り出す技術にも磨きを掛けなければならない。

## 個人成績

### レギュラーシーズン
| シーズン  | チーム    | GP  | GS  | MPG  | FG%  | 3P%  | FT%  | RPG | APG | SPG | BPG | TO  | PPG  |
| --------- | --------- | --- | --- | ---- | ---- | ---- | ---- | --- | --- | --- | --- | --- | ---- |
| 2008–09   | MIA       | 82  | 82  | 32.0 | .420 | .367 | .767 | 2.8 | 4.9 | 2.0 | .1  | 2.0 | 10.0 |
| 2009–10   | MIA       | 73  | 22  | 24.8 | .401 | .318 | .745 | 1.8 | 3.4 | 1.2 | .2  | 1.7 | 7.1  |
| 2010–11   | MIA       | 70  | 28  | 22.6 | .399 | .359 | .871 | 2.1 | 2.5 | 1.1 | .1  | 1.3 | 6.4  |
| 2011–12   | MIA       | 64  | 64  | 28.5 | .448 | .388 | .792 | 2.7 | 3.5 | 1.5 | .2  | 2.2 | 9.8  |
| 2012–13   | MIA       | 77  | 77  | 26.9 | .429 | .409 | .795 | 2.2 | 3.5 | 1.5 | .2  | 1.5 | 8.6  |
| 2013–14   | MIA       | 73  | 73  | 29.8 | .454 | .385 | .742 | 2.9 | 4.9 | 1.6 | .2  | 2.2 | 9.8  |
| 2014–15   | MIA       | 80  | 37  | 29.6 | .403 | .294 | .774 | 2.6 | 3.8 | 1.5 | .1  | 2.2 | 10.2 |
| 2015–16   | MIA       | 6   | 0   | 20.0 | .313 | .091 | .923 | 2.3 | 3.2 | 1.3 | .2  | 1.5 | 5.5  |
| 2015–16   | MEM       | 55  | 7   | 22.8 | .417 | .326 | .827 | 2.6 | 3.8 | 1.5 | .2  | 1.8 | 10.8 |
| 2015-16計 | MEM       | 61  | 7   | 22.5 | .410 | .309 | .832 | 2.6 | 3.8 | 1.4 | .2  | 1.8 | 10.3 |
| 2017–18   | MEM       | 66  | 10  | 21.5 | .379 | .277 | .855 | 2.4 | 3.0 | 1.2 | .2  | 1.8 | 7.7  |
| 通算：9年 | 通算：9年 | 646 | 400 | 26.7 | .417 | .351 | .793 | 2.5 | 3.7 | 1.5 | .2  | 1.9 | 8.9  |

- 2011-12シーズンは66試合で打ち切り

### プレーオフ
| シーズン  | チーム    | GP | GS | MPG  | FG%  | 3P%  | FT%  | RPG | APG | SPG | BPG | TO  | PPG  |
| --------- | --------- | -- | -- | ---- | ---- | ---- | ---- | --- | --- | --- | --- | --- | ---- |
| 2009      | MIA       | 7  | 7  | 33.0 | .400 | .286 | .714 | 2.7 | 4.4 | 2.9 | .1  | 2.4 | 7.3  |
| 2010      | MIA       | 5  | 0  | 26.2 | .450 | .350 | .846 | 1.8 | 2.6 | .6  | .0  | 2.4 | 10.8 |
| 2011      | MIA       | 21 | 1  | 24.3 | .435 | .381 | .719 | 1.9 | 2.1 | 1.3 | .0  | 1.3 | 7.8  |
| 2012      | MIA       | 23 | 23 | 35.6 | .442 | .359 | .717 | 3.7 | 3.9 | 1.2 | .3  | 1.8 | 11.3 |
| 2013      | MIA       | 23 | 23 | 28.3 | .415 | .353 | .755 | 2.3 | 3.1 | .9  | .0  | 1.7 | 9.4  |
| 2014      | MIA       | 20 | 19 | 26.8 | .423 | .349 | .760 | 2.3 | 3.6 | 1.0 | .3  | 1.5 | 6.4  |
| 出場：6回 | 出場：6回 | 99 | 73 | 29.1 | .429 | .357 | .742 | 2.5 | 3.2 | 1.2 | .2  | 1.7 | 8.8  |